# Макрон снизу
Макрон снизу — диакритический знак, используемый в орфографиях некоторых языков, на основе как кириллицы, так и латиницы.

## Использование
- В Landsmålsalfabetet знак используется для обозначения долготы звука[1].

## Юникод
В Юникоде существует комбинируемый символ «combining macron below» (◌̱) (U+0331), с помощью которого можно составлять символы с макроном снизу. Кроме того, существует уже несколько готовых букв с этим диакритическим знаком: ḇ, ḏ, ẖ, ḵ, ḻ, ṉ, ṟ, ṯ, ẕ.
Этот символ не следует путать с другими символами: более коротким минусом снизу «combining minus sign below» ◌̠ (U+0320) и более длинным подчёркиванием «combining low line» ◌̲ (U+0332). Разница между макроном снизу и подчеркиванием в том, что в первом случае подряд идущие буквы не образуют сплошной черты снизу, а во втором — образуют: a̱ḇc̱ и a̲b̲c̲.
Следует отметить также, что в Юникоде уже готовые буквы с макроном снизу, в отличие от комбинируемого символа, называются «с линией снизу» («with line below»), а не «с макроном снизу» («with macron below»).